# Noah Kruth
Noah Kruth (* 24. Juni 2003 in Papenburg) ist ein deutscher Fußballtorhüter.

## Karriere
Nach seinen Anfängen im Landkreis Emsland, zuerst in seiner Heimat Papenburg und dann im Jugendleistungszentrum des SV Meppen, wechselte Kruth im Sommer 2018 zum 1. FC Magdeburg (Jugendabteilung), wo er 17 Spiele in der A-Junioren-Bundesliga bestritt. Im Januar 2022 unterschrieb er bei seinem Verein seinen ersten Profivertrag, nachdem er bereits längere Zeit mit den Profis trainiert hatte. Sein erster Einsatz im Profibereich in der 3. Liga erfolgte am 14. Mai 2022, dem 38. Spieltag, beim 5:1-Auswärtssieg gegen den VfL Osnabrück in der Startformation. Das Zweitligadebüt 2. Fußball-Bundesliga folgte am 28. Mai 2023 beim 4:0-Sieg gegen Arminia Bielefeld, während er in der Saison 2022/23 auch als Stammtorhüter der neuen U23-Mannschaft des 1. FC Magdeburg spielte, die mit großem Vorsprung aufstieg.
In der Saisonvorbereitung im Sommer 2023 fiel er mit einer Muskelverletzung für einige Wochen aus, konnte jedoch ab August wieder mittrainieren und wurde fortan als Ersatztorwart in der ersten Mannschaft aufgestellt. Im Juni 2024 verlängerte Kruth vorzeitig seinen Vertrag beim 1. FC Magdeburg. 

## Erfolge
- 2022: Meister der 3. Liga und Aufstieg in die 2. Bundesliga[3]
- 2022: Landespokal Sachsen-Anhalt[4]

## Privatleben
2022 legte Noah Kruth am Sportgymnasium Magdeburg sein Abitur ab.